# Rzeźbiarstwo

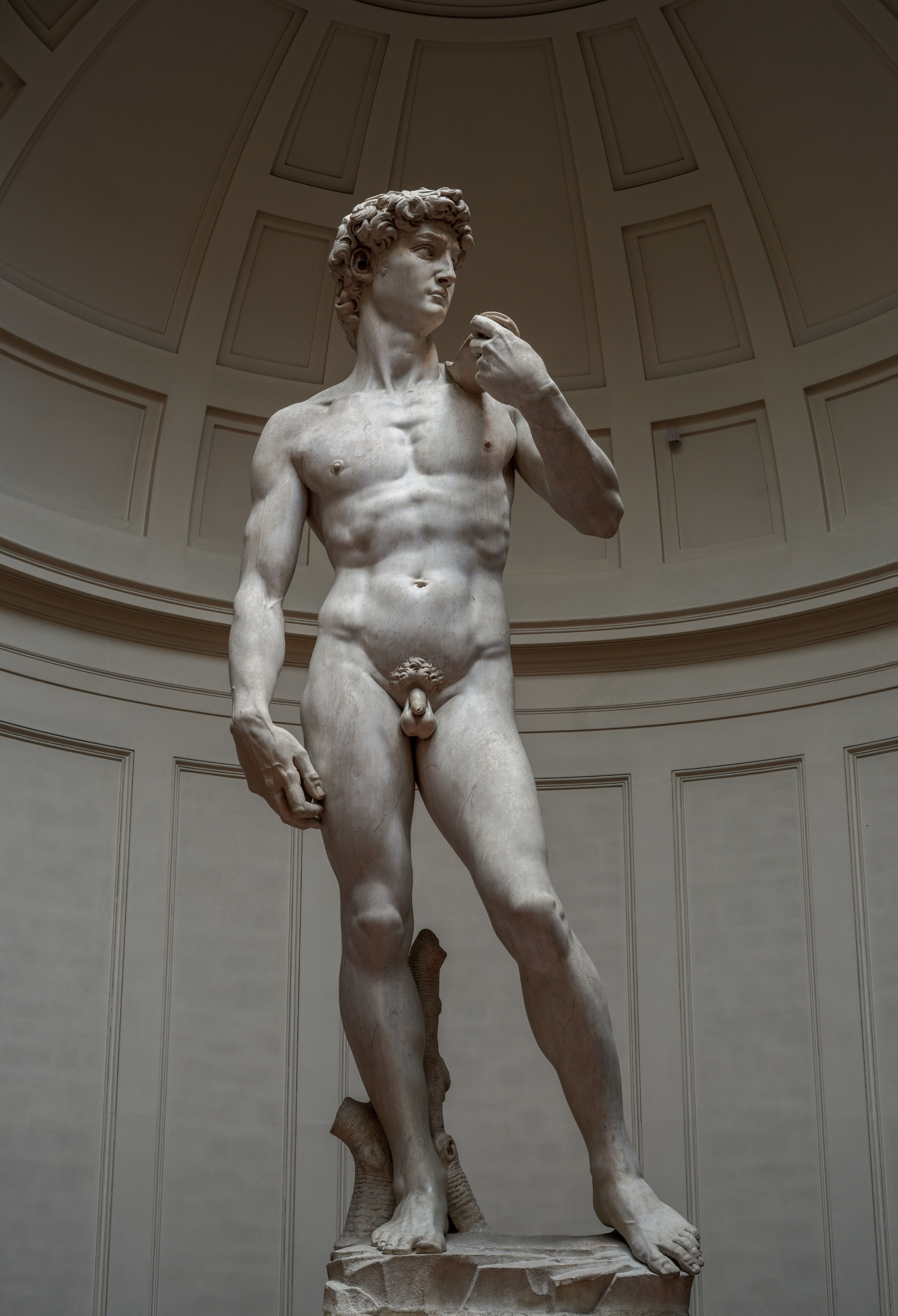
Michał Anioł, Dawid, 1501–1504

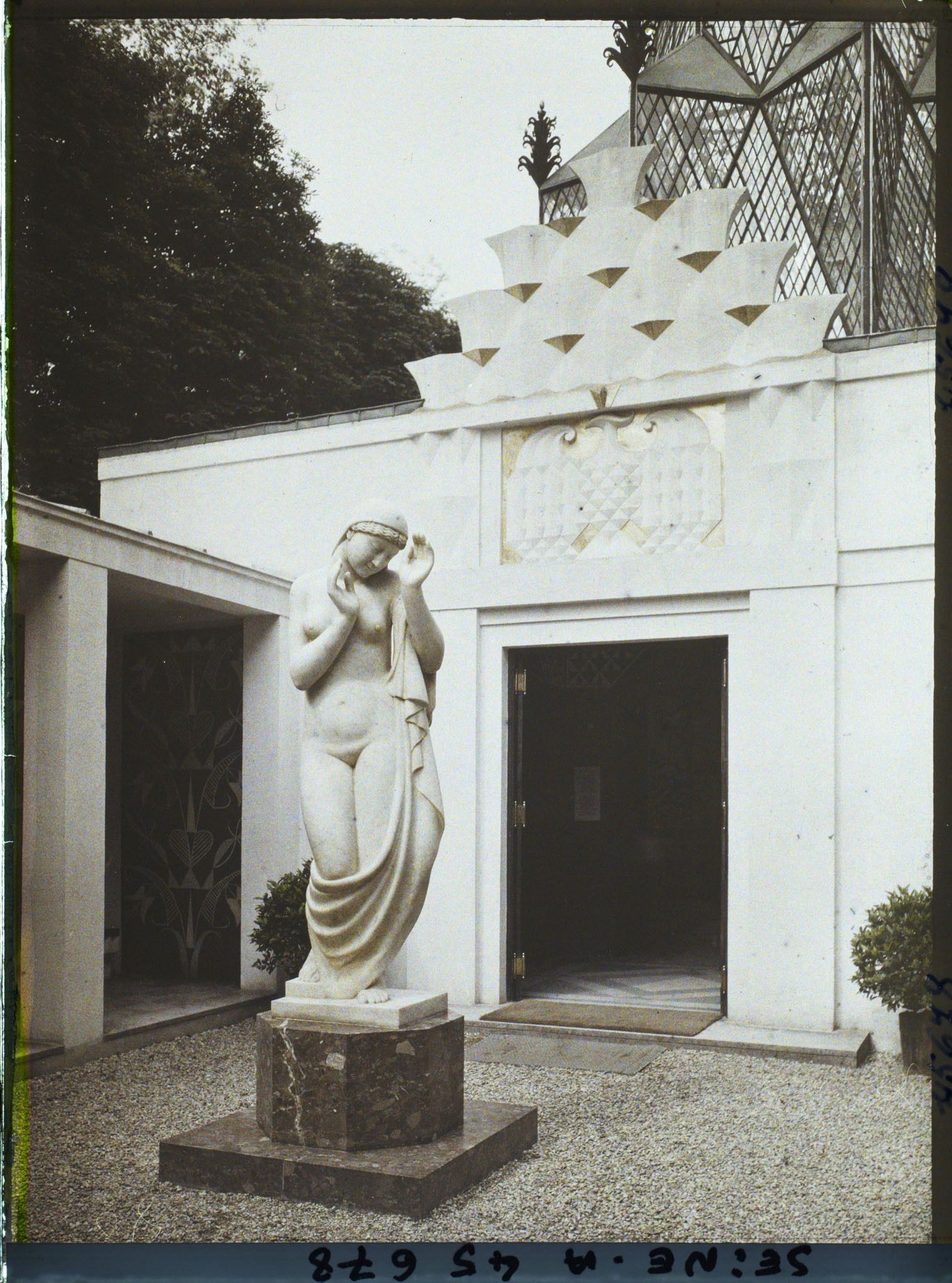
Henryk Kuna, Rytm, Paryż, 1925 (aktualnie w parku Skaryszewskim w Warszawie)

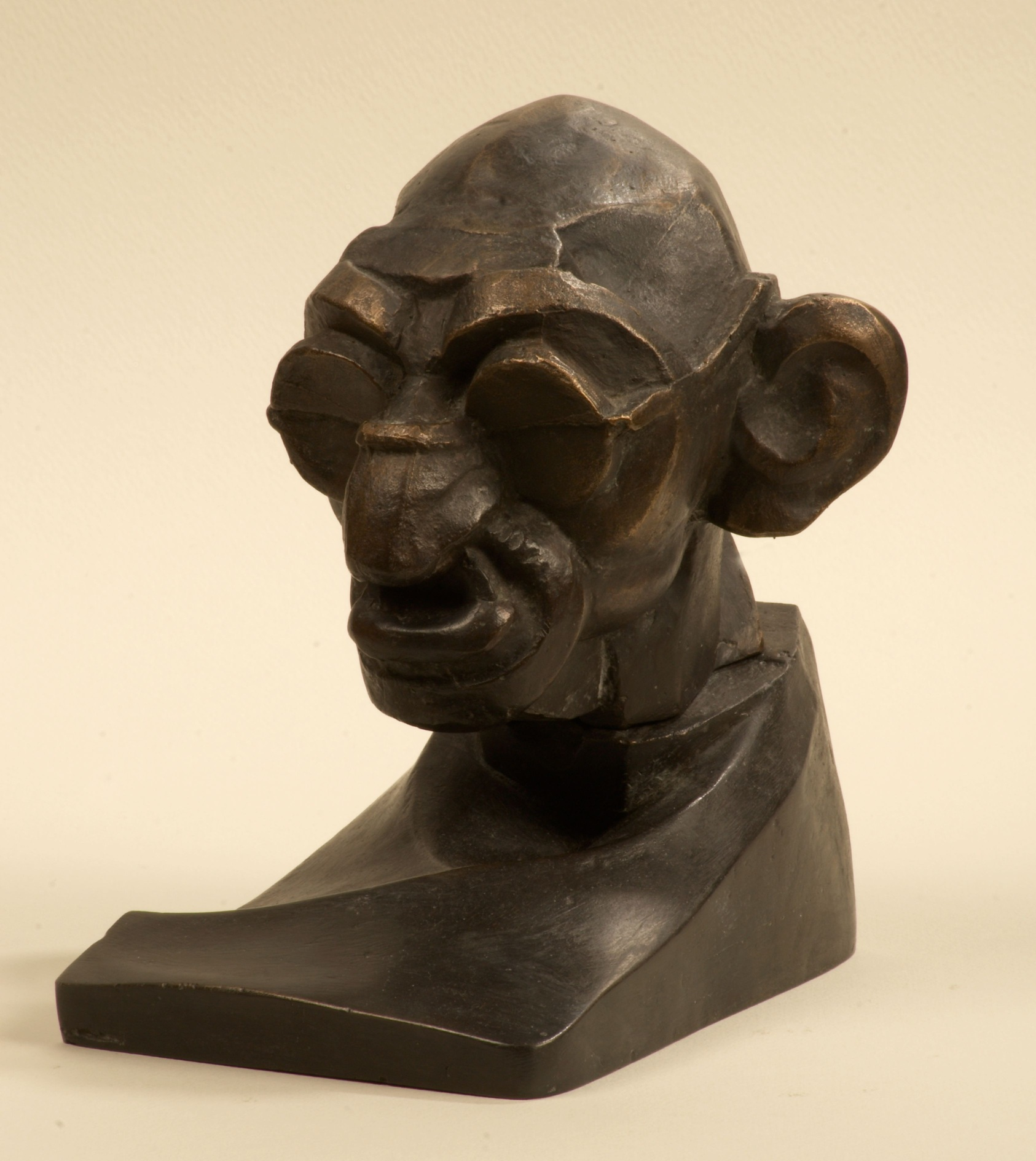
Mahatma Gandhi – przykład karykatury rzeźbiarskiej (proj. J. Gosławski, 1932)

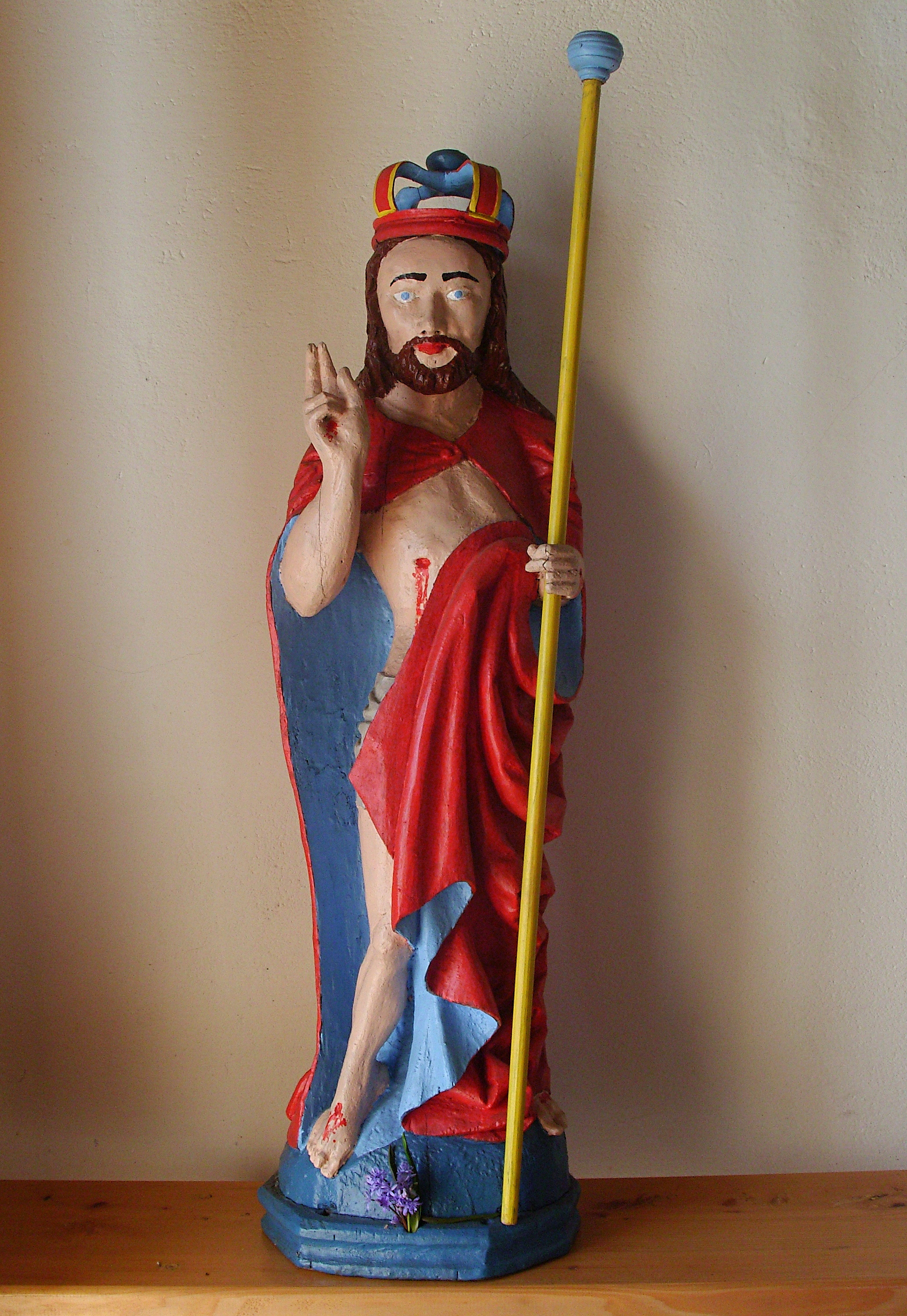
Chrystus Zmartwychwstały, przykład rzeźby w drewnie, styl późnogotycki

Rzeźbiarstwo – dziedzina sztuk plastycznych związana z tworzeniem trójwymiarowych form z różnych materiałów, co odróżnia ją od malarstwa i grafiki, zwykle dwuwymiarowych.
Efektem rzeźbiarstwa są rzeźby, przeznaczone zwykle do oglądania dookolnego. Cechami rzeźb jest zwykle faktura (zależna od materiału) oraz kolor (polichromia), a także skala (miniaturowa lub monumentalna).

## Klasyfikacja
Istnieje wiele sposobów klasyfikacji rzeźb.
Ze względu na kształt:
- rzeźby pełne
- płaskorzeźby – reliefy

Ze względu na liczbę przedstawionych postaci:
- wolno stojące (pojedyncze)
- grupowe

Ze względu na temat dzieli się je z kolei na:
- przedstawiające
  - antropomorficzne
    - pełnofigurowe – posąg
    - popiersia
    - głowy

  - zoomorficzne
    - np. zwierzęta rzeczywiste
    - zwierzęta fantastyczne

  - floralne
  - inne
- abstrakcyjne
- instalacje

Ze względu na funkcję można wyodrębnić następujące grupy:
- rzeźby dekoracyjne (np. popiersie)
- rzeźby architektoniczne (np. płaskorzeźba w tympanonie starożytnej budowli)
- rzeźby kultowe (np. posąg Chrystusa lub Atena Partenos Fidiasza)
- rzeźby memoratywne, w tym:
  - pomnikowe (np. Zygmunt III Waza na kolumnie)
  - nagrobne.

## Techniki rzeźbiarskie

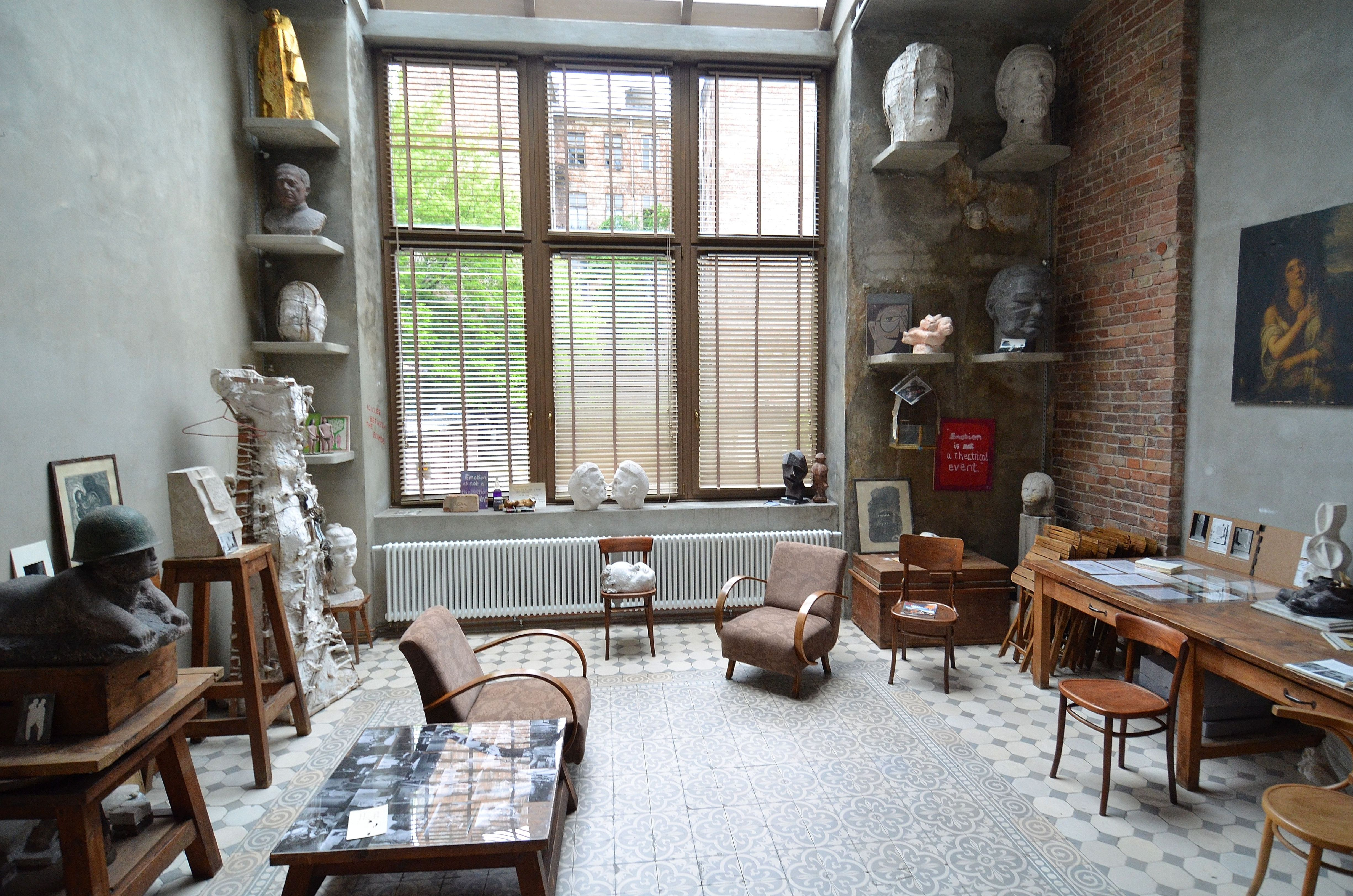
Pracownia rzeźbiarska Karola Tchorka (2013)

Sposób wykonania rzeźby zależy od użytego materiału. Najczęściej używa się drewna, kamienia, metali szlachetnych, tworzywa sztucznego, kości słoniowej, gipsu, gliny, brązu, wosku i in.

### Rzeźby w drewnie
Rzeźby powstają w wyniku sukcesywnego wybierania materiału. Najczęściej spotykanym gatunkiem drewna, z którego wykonywane są rzeźby na terenie Polski, jest lipa. Przyjmuje się, że wszystkie drzewa liściaste mogą stanowić materiał dla rzeźbiarza. Niektóre gatunki, bardziej szlachetne, charakteryzują się większą trwałością i twardością, są to dąb, jesion, orzech, kasztanowiec. Gatunki te ze względu na swoją cenę zazwyczaj wykorzystywane są do tworzenia rzeźb przeznaczonych do ekspozycji pod zadaszeniem. Rzeźby plenerowe o znacznych gabarytach najczęściej wykonywane są z topoli świeżo ściętej, ponieważ po wysuszeniu ten gatunek drewna jest bardzo trudny w obróbce. Do mniej popularnych gatunków drewna, z których można wykonywać rzeźby, należą: brzoza, jabłoń, śliwa, wiśnia; te ostatnie ze względu na przebarwienia dają bardzo interesujące efekty. Do drzew liściastych, z których raczej nie wykonuje się rzeźb, należą: grusza (ze względu na spiralny charakter słojów i nieprzewidywalność) oraz robinia akacjowa (ze względu na dużą twardość w połączeniu ze stosunkowo znaczną nieprzewidywalnością). Drzewa iglaste poza nielicznymi przypadkami nie są wykorzystywane do tworzenia rzeźb, ze względu na łykowatość, dużą żywiczność oraz tendencję do rozwarstwiania się materiału pod wpływem uderzeń dłuta.

### Rzeźby kamienne
Powstają najczęściej z marmuru lub piaskowca. Rzadziej, ze względu na trudności w obróbce, spotyka się rzeźby powstałe z granitu i innych rodzajów kamienia. Rzeźby w kamieniu ze względu na stosunkowo długi proces obróbki i koszt materiału najpierw poprzedzane są wykonaniem modelu gipsowego, niekiedy na podstawie modelu glinianego.

### Rzeźba z metalu

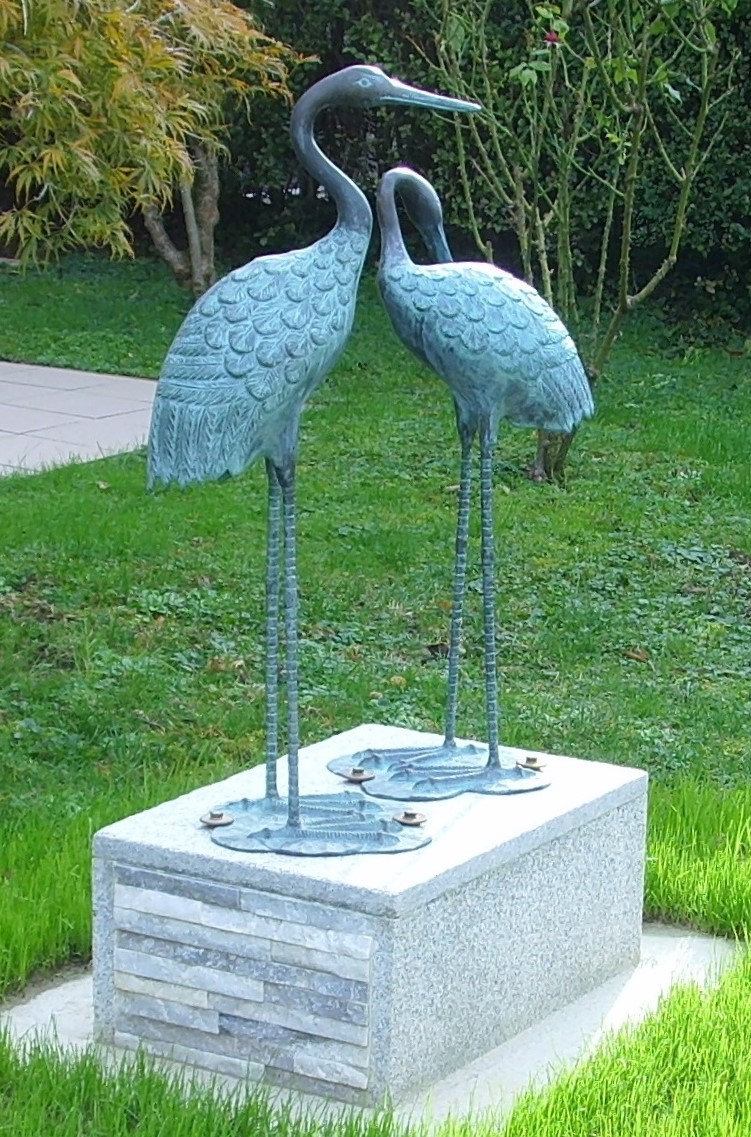
Rzeźba odlewana

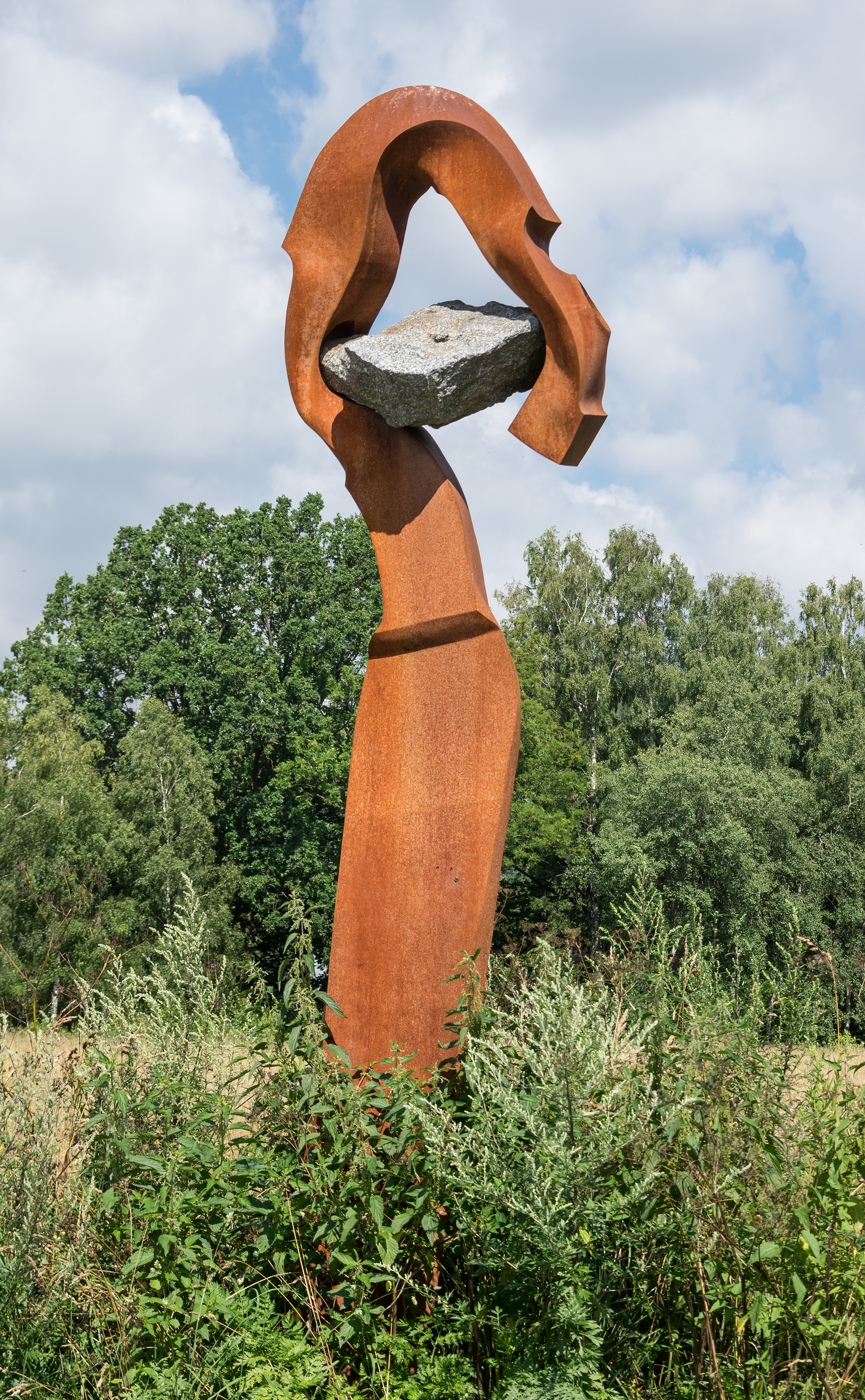
Rzeźba kuta

#### Rzeźba odlewana
Jedną z metod wykonania rzeźby w metalu jest technika odlewnicza „na wosk tracony”. Rzeźba powstaje w wyniku zastąpienia modelu wykonanego w dowolnym materiale przez jego replikę z brązu (czasem mniej szlachetnych stopów metali także bazujących na mosiądzu albo odwrotnie, z bardziej szlachetnych, czyli srebra i złota).
Model wykonuje się przeważnie z gliny pokrywanej formą zwaną negatywem z gipsu. Gdy model jest wyjątkowo skomplikowany, stosuje się czasami specjalny silikon. Silikon stosuje się też przy wielokrotnym odlewaniu rzeźby z tej samej formy. Poprzez swoją elastyczną strukturę łatwiej zdjąć negatyw silikonowy ze skomplikowanego modelu niż sztywny negatyw gipsowy, który podatny jest na pęknięcia i uszkodzenia. Gdy negatyw gipsowy zastygnie, a gips stanie się twardy, rozbiera się tę strukturę w celu wyjęcia z wnętrza, modelu glinianego. W powstałą formę negatywową z gipsu bądź z silikonu wlewa się płynny wosk, który dokładnie odwzorowuje kształt negatywu.
Następnie model woskowy z doczepionym systemem wlewowym, też z wosku, jest obudowywany (zalewany) kolejną „formą”, ze specjalnej masy formierskiej. Podczas procesu wypalania wosk zostaje wytopiony lub ulega wyparowaniu. Stąd nazwa całego procesu „na wosk tracony”. W powstałe miejsce, przestrzeń, zostaje wlany płynny metal: aluminium, mosiądz, brąz, złoto, srebro. Po wystygnięciu forma jest tłuczona i rzeźba jest wyciągana. Następnie rzeźba poddawana jest procesowi obróbki wykańczającej np. szlifowaniu, spawania, patynowaniu itd.

#### Rzeźba kuta
Jest to forma z metalu uzyskana przy użyciu technik i narzędzi kowalskich. Metal nagrzewany jest przy pomocy paleniska kowalskiego lub pieca, a następnie poddawany jest obróbce kucia swobodnego lub matrycowego.

### Rzeźba w lodzie

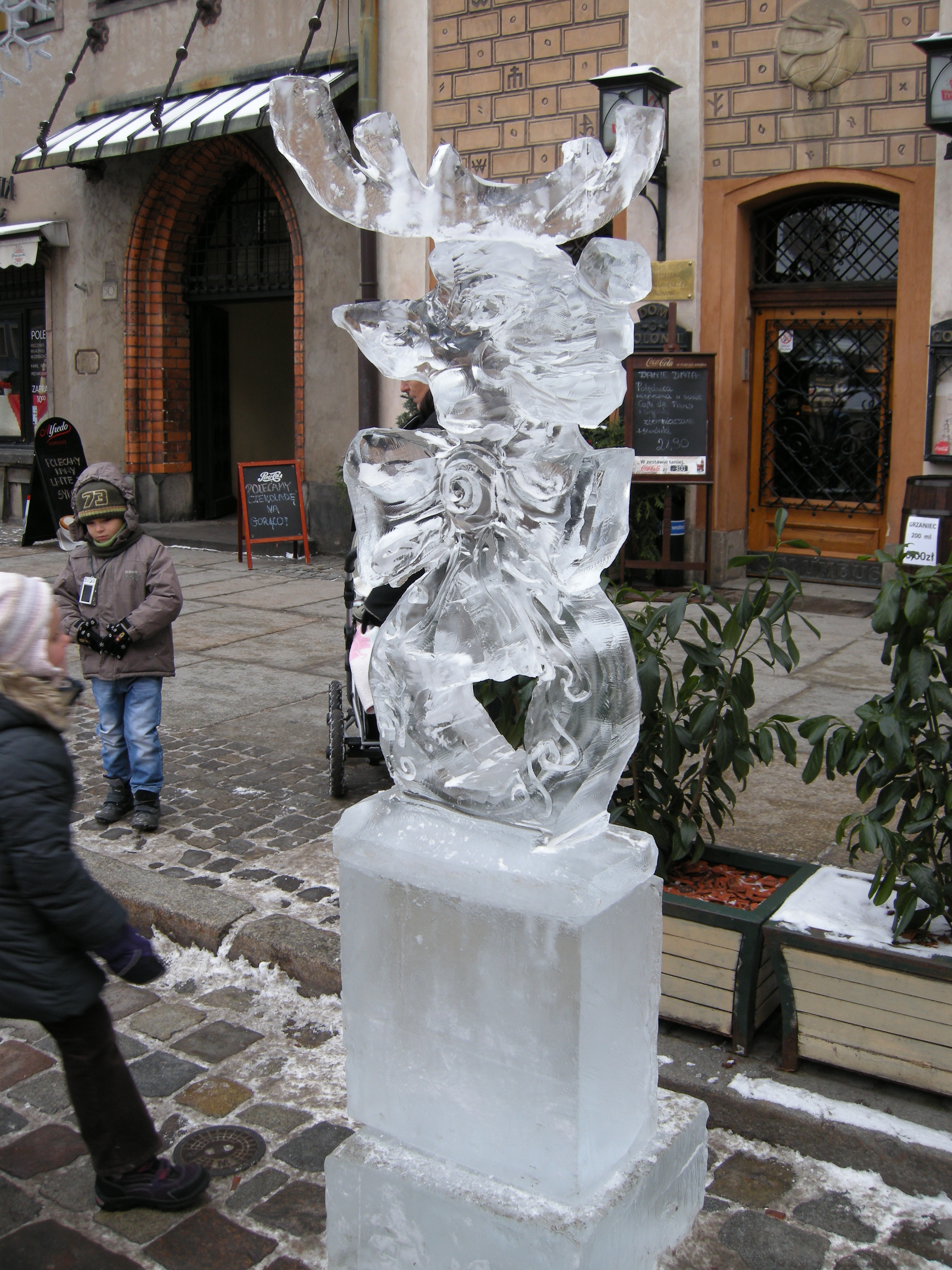
Jedna z rzeźb na Międzynarodowym Festiwalu Rzeźby Lodowej w Poznaniu

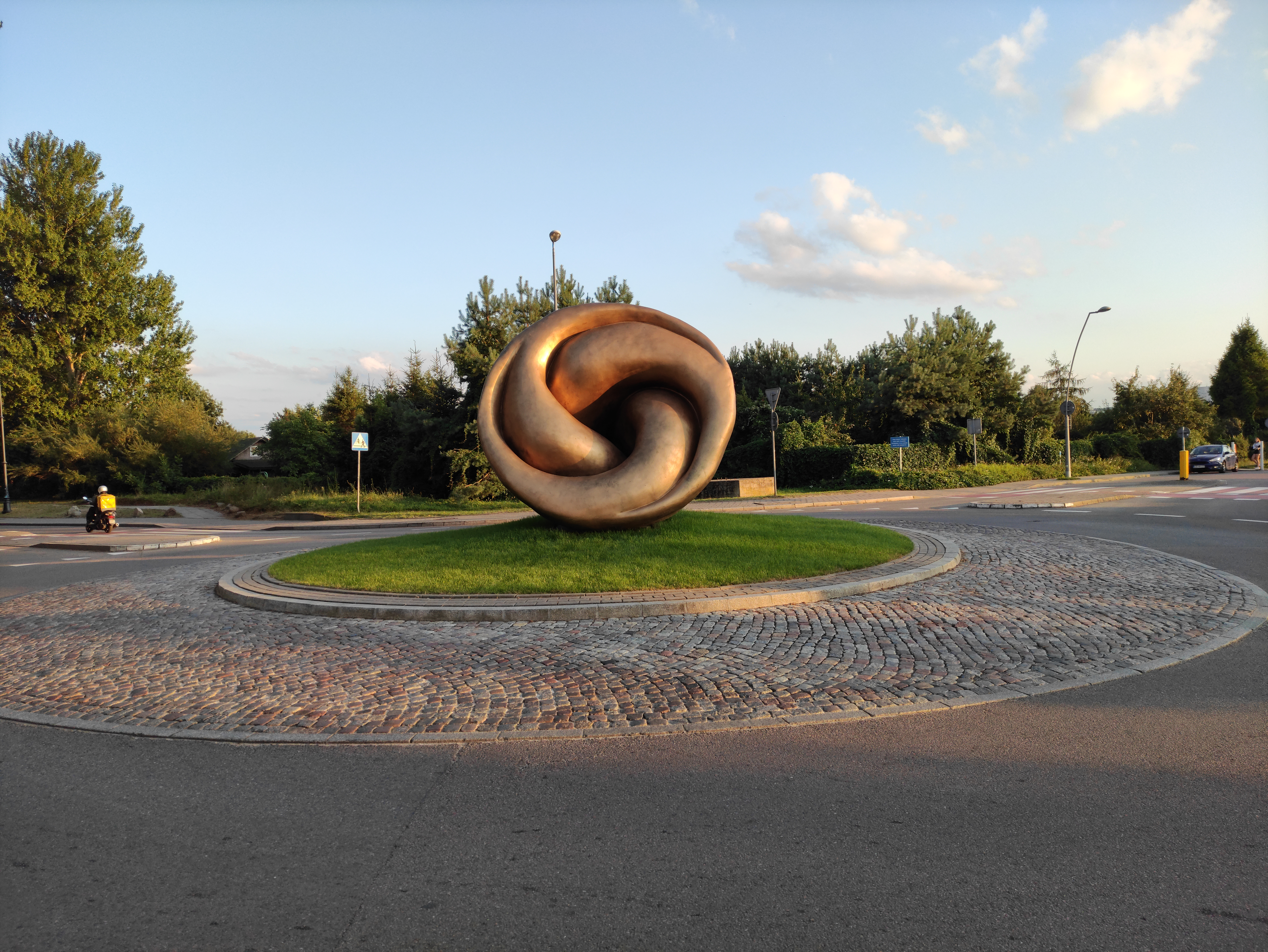
Rzeźba Echo w Sopocie (2021)

Rzeźba powstaje podczas obróbki bloków lodu za pomocą piły łańcuchowej. W użyciu są także mniejsze piłki, pilniki, dłuta, a nawet żelazka lub woda. Rzeźba może składać się z łączonych ze sobą obrobionych bloków lodowych. Rzeźby mogą powstawać na specjalnych chłodzonych postumentach. Dla osiągnięcia dodatkowych efektów artystycznych rzeźby podświetla się różnobarwnym światłem.

### Inne
Abakany powstają w wyniku utwardzenia dzianiny pokrytej żywicą syntetyczną, który termin ten został użyty po raz pierwszy przez jednego z krytyków sztuki opisującego prace Magdaleny Abakanowicz, która jest uważana za prekursora tej techniki.

## Literatura
- Domański Michał, Poczet wielkich rzeźbiarzy, Warszawa 1981.
- Hansen Oskar, Forma rzeźbiarska zagadnienia wybrane, Warszawa 1965.
- Hniedziewicz Magdalena, Kazimierz Gustaw Zemła, [w:] Współczesna sztuka polska, red. Andrzej Ryszkiewicz, Warszawa 1981.
- Jakimowicz Andrzej, Polska rzeźba współczesna, Warszawa 1956.
- Kotkowska-Bareja Hanna, Polska rzeźba współczesna, Warszawa 1974.
- Lameński Lechosław, Tomasz Oskar Sosnowski 1810-1886. Rzeźbiarz Polski w Rzymie, Lublin 1997.
- Madeyski Jerzy, Bronisław Chromy, Kraków 1994.
- Nowoczesna rzeźba polska 1955-1992, red. Romuald K. Bochyński, Orońsko 1995.
- Osęka Andrzej, Skrodzki Wojciech, Współczesna rzeźba polska, Warszawa 1977.
- Ożóg Kazimierz S., Miedziany Pielgrzym. Pomniki Jana Pawła II w Polsce w latach 1980–2005, Głogów 2007.
- Potocka Maria Anna, Rzeźba. Dzieje teoretyczne, Kraków 2002.
- Monika Jadzińska, Duże dzieło sztuki, Kraków 2012.
- Гоголь Василь, Диба Юрій. Скульптура. Ілюстрована енциклопедія. Львів: Видавництво Львівської політехніки, 2020. Том 1. : А – Аянт. 408 с.: іл. ISBN 978-966-941-546-2 (серія) ISBN 978-966-941-527-1